# Zürich Open
A Zürich Open egy nők számára rendezett Tier II kategóriájú tenisztorna. A tornát 2008-ig Svájc Zürich nevű városában tartották minden év októberében. A verseny Hallenstadionban, egy multifunkcionális arénában volt megtartva, és két kemény borítású pályán játszották a meccseket.
Egykori világelsők közül többen is megnyerték a tornát, például: Lindsay Davenport, Martina Hingis, Venus Williams, Justine Henin és Marija Sarapova.
A torna hivatalosan szponzorált nevei a múltban:
- European Indoors: 1984-1989
- BMW European Indoors: 1990-1992
- Barilla Indoors: 1993-1996
- European Indoor Championships: 1997
- European Swisscom Challenge: 1998
- Swisscom Challenge: 1999-2004
- Zurich Open: 2005-2007
- TENNIS.com Zurich Open: 2008

## Győztesek

### Egyéni
| Év                              | Győztes                   | Ellenfél a döntőben      | Eredmény a döntőben      |
| ------------------------------- | ------------------------- | ------------------------ | ------------------------ |
| 1984                            | Zina Garrison             | Claudia Kohde-Kilsch     | 6–1, 0–6, 6–2            |
| 1985                            | Zina Garrison             | Hana Mandlíková          | 6–1, 6–3                 |
| 1986                            | Steffi Graf               | Helena Suková            | 4–6, 6–2, 6–4            |
| 1987                            | Steffi Graf               | Hana Mandlíková          | 6–2, 6–2                 |
| 1988                            | Pam Shriver               | Manuela Maleeva          | 6–3, 6–4                 |
| 1989                            | Steffi Graf               | Jana Novotná             | 6–1, 7–6(6)              |
| 1990                            | Steffi Graf               | Gabriela Sabatini        | 6–3, 6–2                 |
| 1991                            | Steffi Graf               | Nathalie Tauziat         | 6–4, 6–4                 |
| 1992                            | Steffi Graf               | Martina Navratilova      | 2–6, 7–5, 7–5            |
| ↓ Tier I kategóriájú verseny ↓  |                           |                          |                          |
| 1993                            | Manuela Maleeva-Fragnière | Martina Navratilova      | 6–3, 7–6(1)              |
| 1994                            | Magdalena Maleeva         | Natasha Zvereva          | 7–5, 3–6, 6–4            |
| 1995                            | Iva Majoli                | Mary Pierce              | 6–4, 6–4                 |
| 1996                            | Jana Novotná              | Martina Hingis           | 6–2, 6–2                 |
| 1997                            | Lindsay Davenport         | Nathalie Tauziat         | 7–6(3), 7–5              |
| 1998                            | Lindsay Davenport         | Venus Williams           | 7–5, 6–3                 |
| 1999                            | Venus Williams            | Martina Hingis           | 6–3, 6–4                 |
| 2000                            | Martina Hingis            | Lindsay Davenport        | 6–4, 4–6, 7–5            |
| 2001                            | Lindsay Davenport         | Jelena Dokić             | 6–3, 6–1                 |
| 2002                            | Patty Schnyder            | Lindsay Davenport        | 6–7(5), 7–6(8), 6–3      |
| 2003                            | Justine Henin             | Jelena Dokić             | 6–0, 6–4                 |
| 2004                            | Alicia Molik              | Marija Sarapova          | 4–6, 6–2, 6–3            |
| 2005                            | Lindsay Davenport         | Patty Schnyder           | 7–6(5), 6–3              |
| 2006                            | Marija Sarapova           | Daniela Hantuchová       | 6–1, 4–6, 6–3            |
| 2007                            | Justine Henin             | Tatiana Golovin          | 6–4, 6–4                 |
| ↓ Tier II kategóriájú verseny ↓ |                           |                          |                          |
| 2008                            | Venus Williams            | Flavia Pennetta          | 7–6(1), 6–2              |
| 2009                            | Nem került megrendezésre  | Nem került megrendezésre | Nem került megrendezésre |

### Páros
| Year                            | Győztesek                           | Ellenfelek a döntőben                  | Eredmény a döntőben      |
| ------------------------------- | ----------------------------------- | -------------------------------------- | ------------------------ |
| 1984                            | Andrea Leand Temesvári Andrea       | Claudia Kohde-Kilsch Hana Mandlíková   | 6–1, 6–3                 |
| 1985                            | Hana Mandlíková Temesvári Andrea    | Claudia Kohde-Kilsch Helena Suková     | 6–4, 3–6, 7–5            |
| 1986                            | Steffi Graf Gabriela Sabatini       | Lori McNeil Alycia Moulton             | 1–6, 6–4, 6–4            |
| 1987                            | Nathalie Herreman Pascale Paradis   | Jana Novotná Catherine Suire           | 6–3, 2–6, 6–3            |
| 1988                            | Isabelle Demongeot Nathalie Tauziat | Claudia Kohde-Kilsch Helena Suková     | 6–3, 6–3                 |
| 1989                            | Jana Novotná Helena Suková          | Judith Polzl-Wiesner Nathalie Tauziat  | 6–3, 3–6, 6–4            |
| 1990                            | Manon Bollegraf Eva Pfaff           | Catherine Suire Dinky Van Rensburg     | 7–5, 6–4                 |
| 1991                            | Jana Novotná Andrea Strnadová       | Zina Garrison Lori McNeil              | 6–4, 6–3                 |
| 1992                            | Helena Suková Natasha Zvereva       | Martina Navratilova Pam Shriver        | 7–6(5), 6–4              |
| ↓ Tier I kategóriájú verseny ↓  |                                     |                                        |                          |
| 1993                            | Zina Garrison Martina Navratilova   | Gigi Fernández Natalia Zvereva         | 6–3, 5–7, 6–3            |
| 1994                            | Manon Bollegraf Martina Navratilova | Patty Fendick Meredith McGrath         | 7–6(3), 6–1              |
| 1995                            | Nicole Arendt Manon Bollegraf       | Chanda Rubin Caroline Vis              | 4–6, 7–6(4), 6–4         |
| 1996                            | Martina Hingis Helena Suková        | Nicole Arendt Natasha Zvereva          | 7–5, 6–4                 |
| 1997                            | Martina Hingis Arantxa Sánchez      | Larisa Savchenko-Neiland Helena Suková | 4–6, 6–4, 6–1            |
| 1998                            | Serena Williams Venus Williams      | Mariaan de Swardt Olena Tatarkova      | 5–7, 6–1, 6–3            |
| 1999                            | Lisa Raymond Rennae Stubbs          | Nathalie Tauziat Natasha Zvereva       | 6–2, 6–2                 |
| 2000                            | Martina Hingis Anna Kurnyikova      | Kimberly Po Anne-Gaëlle Sidot          | 6–3, 6–4                 |
| 2001                            | Lindsay Davenport Lisa Raymond      | Sandrine Testud Roberta Vinci          | 6–3, 2–6, 6–2            |
| 2002                            | Jelena Bovina Justine Henin         | Jelena Dokić Nagyja Petrova            | 6–2, 7–6(2)              |
| 2003                            | Kim Clijsters Szugijama Ai          | Virginia Ruano Paola Suárez            | 7–6(3), 6–2              |
| 2004                            | Cara Black Rennae Stubbs            | Virginia Ruano Paola Suárez            | 6–4, 6–4                 |
| 2005                            | Cara Black Rennae Stubbs            | Daniela Hantuchová Szugijama Ai        | 6–7(6), 7–6(4), 6–3      |
| 2006                            | Cara Black Rennae Stubbs            | Liezel Huber Katarina Srebotnik        | 7–5, 7–5                 |
| 2007                            | Květa Peschke Rennae Stubbs         | Lisa Raymond Francesca Schiavone       | 7–5, 7–6(1)              |
| ↓ Tier II kategóriájú verseny ↓ |                                     |                                        |                          |
| 2008                            | Cara Black Liezel Huber             | Anna-Lena Grönefeld Patty Schnyder     | 6–1, 7–6(3)              |
| 2009                            | Nem került megrendezésre            | Nem került megrendezésre               | Nem került megrendezésre |

## Fordítás
- Ez a szócikk részben vagy egészben  a   Zürich Open című angol Wikipédia-szócikk fordításán alapul.  Az eredeti cikk szerkesztőit annak laptörténete sorolja fel. Ez a jelzés csupán a megfogalmazás eredetét és a szerzői jogokat jelzi, nem szolgál a cikkben szereplő információk forrásmegjelöléseként.